# أورموند ويلسون
أورموند ويلسون (بالإنجليزية: Ormond Wilson)‏ هو فلاح وسياسي نيوزلندي، ولد في 18 نوفمبر 1907 في نيوزيلندا، وتوفي في 17 أبريل 1988. حزبياً، نشط في حزب العمال النيوزيلندي. وقد انتخب عضو مجلس النواب النيوزيلندي.